# 維也納附近布賴滕富特
維也納附近布賴滕富特（德语：Breitenfurt bei Wien）是奧地利的城鎮，位於該國東北部，由下奧地利州負責管轄，面積27.0平方公里，海拔高度295米，2012年人口5,867，其中六成居民信奉羅馬天主教。